# Голышев, Владимир Абрамович
Владимир Абрамович Голышев — советский государственный, партийный и профсоюзный деятель.

## Биография
Родился в 1903 году. Член ВКП(б) с 1925 года.
В 1938—1961 гг. — 1-й секретарь Астраханского окружного комитета ВКП(б), 1-й секретарь Астраханского областного комитета ВКП(б), председатель Ульяновского областного Совета профсоюзов.
Во время войны председатель Астраханского городского комитета обороны, член Военного Совета 28-й армии.
Избирался депутатом Верховного Совета РСФСР 1-го созыва.
Умер в 1961 году.